# Ryūya Nishio
Ryūya Nishio (jap. 西尾 隆矢, Nishio Ryūya; * 16. Mai 2001 in Yao, Präfektur Osaka) ist ein japanischer Fußballspieler.

## Karriere
Ryūya Nishio erlernte das Fußballspielen in den Jugendmannschaften vom FC Grasion und Cerezo Osaka. Bei Cerezo unterschrieb er 2020 seinen ersten Profivertrag. Der Verein aus Osaka, einer Stadt in der Präfektur Osaka, spielte in der höchsten japanischen Liga, der J1 League. Die U23-Mannschaft des Vereins spielte in der dritten Liga, der J3 League. Bereits als Jugendspieler absolvierte er 28 Drittligaspiele.